# Caserne de Finlande (Hämeenlinna)
La caserne de Finlande (finnois : Suomen kasarmit) est un ensemble de 15 batiments militaires  situé dans le quartier de Myllymäki à Hämeenlinna en Finlande.

## Présentation

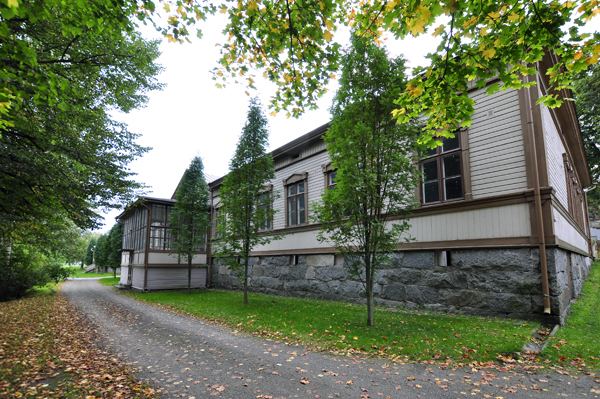
Commandement, Bâtiment numéro 8 rue Eureninkatu.

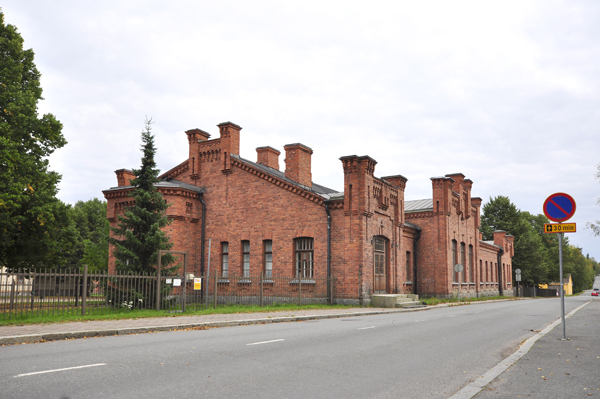
Club des officiers, Bâtiment numéro 5, rue Vuorikatu.

La caserne est située dans le centre-ville d'Hämeenlinna le long de la Turuntie en face du centre commercial Goodman. 
L'ensemble immobilier de 15 bâtiments sur une superficie de plus de 4 hectares reflète le développement du système militaire finlandais et du système de conscription, la construction militaire et l'architecture de son époque, et les évolutions de l'armée russe en Finlande.
Après l'entrée en vigueur de la loi de conscription nationale de 1878, on commence à construire des casernes dans les chefs-lieux des comtés. 
Les bâtiments de la caserne d'Hämeenlinna sont construits entre 1882 et 1884 selon les plans types préparés par la direction des bâtiments de Finlande et en grande partie conformément à la réglementation russe sur l'emplacement des bâtiments.
L'architecte August Boman est responsable du travail de conception. 
À la limite orientale de la zone, le long d'Eureninkatu, l'un des quatre bâtiments bâtiments résidentiels d'officiers en bois, a survécu.
Le poste de garde principal en bois au milieu de la zone, la boulangerie en brique et les bâtiments de l'atelier le long de Selkäsuonkatu sont également à leur place d'origine.
Les vestiges d'une fortification rouge construite après la guerre de Finlande au début du XIXe siècle pour protéger la route menant à Turku, ont été démolis. 
Au sud de la caserne se trouvait l'îlot urbain séparé de l'hôpital militaire, dont les bâtiments ses successeurs de la période russe ont depuis été démantelés.
À l'époque du Grand-duché de Finlande, la caserne militaire passe aux mains de l'armée impériale russe lors de la première vague de russification de la Finlande de 1902 avec l'abolition de l'armée nationale. 
Au cours de la russification, la deuxième phase de construction de la caserne, qui comprenait plusieurs bâtiments en briques, a aussi commencé. 
La conception de la caserne est conformes aux règles architecturales russes. 
Des bâtiments en briques richement décorés sont construits le long des Turuntie et le club des officiers construit le long de la rue Vuorikatu datent de cette période, à laquelle le nombre de soldats russes a augmenté à Hämeenlinna avant la Première Guerre mondiale.
Après l'indépendance de la Finlande, la zone de la caserne a continué d'être utilisée à des fins militaires jusqu'à la fin de 2014, lorsque les troupes ont quitté la caserne.
À l'automne 2015, les Propriétés du Sénat vendent la zone de la caserne à YK Oy Finland après un appel d'offres. 
Le plan approuvé par la zone en octobre 2015 a permis de reconvertir et de compléter la zone. 
En 2017, quatre immeubles résidentiels de trois étages sont achevés dans la zone de la caserne et d'anciens bâtiments sont convertis à des fins résidentielles, commerciales et de bureaux.
La caserne de Finlande est classée par la direction des musées de Finlande parmi les sites culturels construits d'intérêt national en Finlande.